# Ivàtino
Ivàtino (en rus: Иватино) és un poble de l'óblast de Vladímir, a Rússia, segons el cens del 2010 tenia 582 habitants. Pertany al districte municipal de Mélenki.